# Иоанн XI (папа римский)
Иоа́нн XI (лат. Ioannes PP. XI; около 910, Рим — декабрь 935) — папа римский с марта 931 года по декабрь 935 года. Седьмой папа периода порнократии.

## Биография

### Ранние годы
Иоанн XI родился в Риме около 910 года. По словам Лиутпранда Кремонского, он был внебрачным сыном Марозии и папы Сергия III: если это так, то он единственный в истории внебрачный сын римского папы, который сам стал папой. Есть также версия, что его отцом был первый муж Марозии Альберих I Сполетский.

### Избрание
Иоанн получил папский престол благодаря своей матери Марозии, самой влиятельной женщины в Риме со времён, когда папа Стефан VII (VIII) сделал её сенатором. Ему был всего 21 год к моменту интронизации, и он был в основном поглощён не духовными делами, а мирскими удовольствиями и развратом.

### Понтификат
Иоанн находился полностью под влиянием матери в течение первых двух лет понтификата, то есть до тех пор, пока Марозия сохраняла абсолютную власть над Римом.
Он присутствовал на свадьбе матери с её третьим мужем, королём Италии Гуго Арльским (932). Однако прежде чем Гуго был коронован императором, в судьбе Марозии произошёл неожиданный поворот: Альберих II Сполетский, её сын от первого брака, изгнал Гуго из Рима и заточил Марозию в монастыре.
Что касается Иоанна XI, то он какое-то время ещё формально оставался на папском троне в Латеранском дворце, однако без матери он был не в состоянии принимать какие-либо решения. В декабре 935 года Иоанн внезапно умер в возрасте 25 лет и был похоронен в Латеранской базилике. По некоторым данным, он скончался уже в заточении.